# Großsteingrab Albstedt
Das Großsteingrab Albstedt war eine megalithische Grabanlage der jungsteinzeitlichen Trichterbecherkultur (TBK) bei Albstedt, einem Ortsteil von Hagen im Bremischen im Landkreis Cuxhaven (Niedersachsen). Es befand sich südlich des Ortes und wurde im 19. oder frühen 20. Jahrhundert zerstört. Über Ausrichtung, Maße und Grabtyp liegen keine näheren Angaben vor.